# Katalánská kuchyně

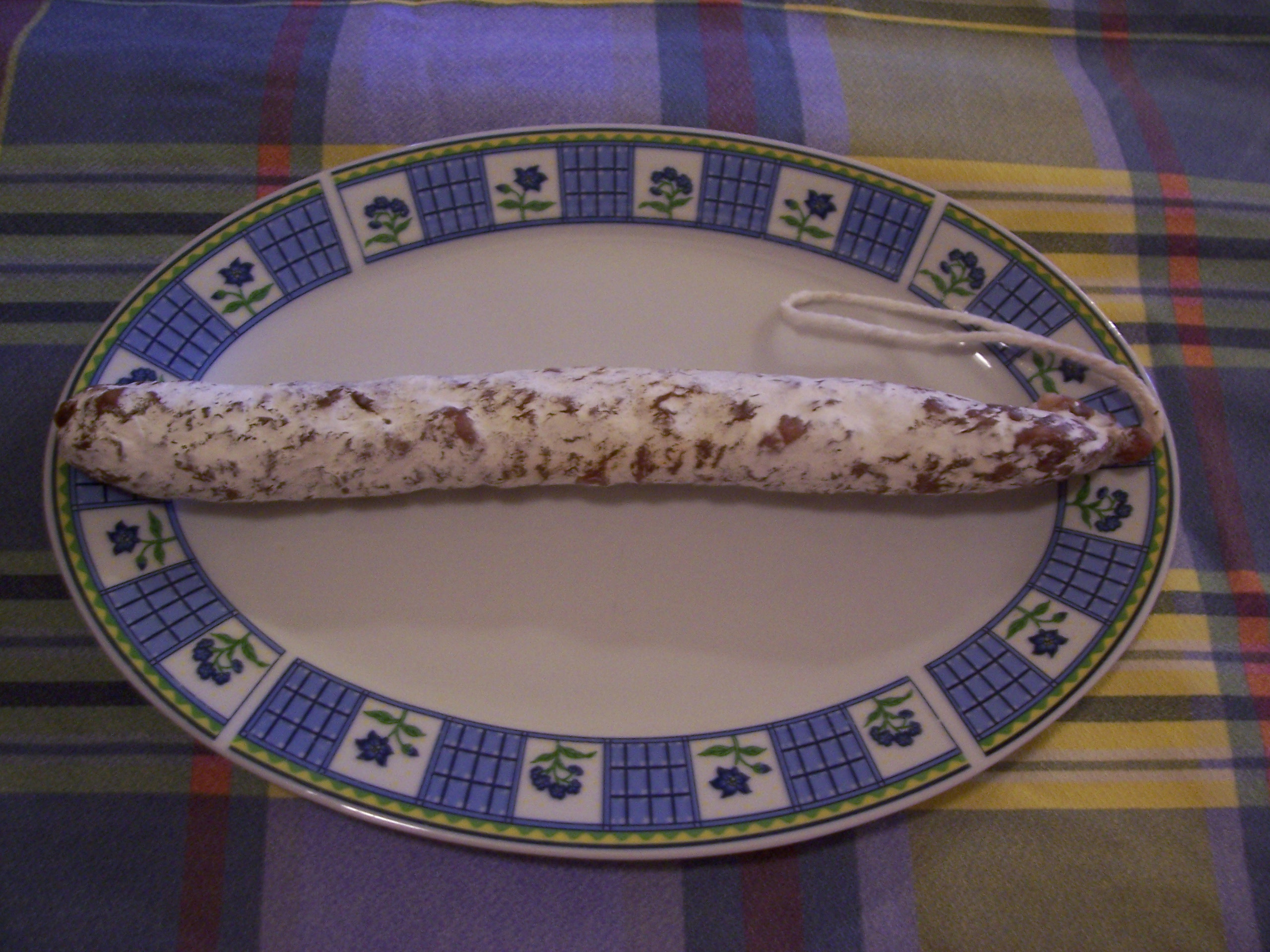
Salám fuet

Katalánská kuchyně pochází z Katalánska (jedna ze 17 autonomních oblastí Španělska, která se nachází na severovýchodě španělského království) a těší se velké tradici, neboť kořeny některých kulinářských postupů sahají až do 15. století. Katalánská kuchyně je také velmi rozmanitá a typická neobvyklými kombinacemi. Sestává hlavně z mořských plodů, zeleniny a ovoce. Maso se obvykle servíruje se směsí česneku a olivového oleje, která se nazývá alioli. Celkově v sobě katalánská kuchyně nese prvky středomořské stravy, je tudíž velmi zdravá.[zdroj?] Obsahuje prvky kuchyně provensálské, valencijské a aragonské.
V minulosti byla ovlivněna kulturou a gastronomií římskou, arabskou, španělskou a francouzskou.
Rozlišují se tři základní typy této kuchyně: horská, mořská a kuchyně z nížin.

## Stolování
Katalánci si podobně jako další jižní národy pokládají kulturu stolování za velmi důležitou. Velmi zásadní je pro ně také kvalita a čerstvost surovin.

## Suroviny
Suroviny záleží na dané oblasti. V horských oblastech je základní surovinou zvěřina. V oblasti nížin se používá zelenina a kuřecí nebo králičí maso. Pro oblast u moře jsou typické mořské plody.

### Zeleninové směsi
K různě upravovaným masům se často podává směs zeleniny. V Katalánsku se rozlišují tři hlavní druhy zeleninových směsí:
chanfaina, která se skládá z cibule, lilku, papriky a rajčat
picada, která obsahuje česnek, drcené piniové oříšky, petržel a pražené mandle
sofrito, což je směs česneku, cibule, rajčat a petržele

## Pokrmy

### Pa amb tomaquet (Chléb s rajčetem)

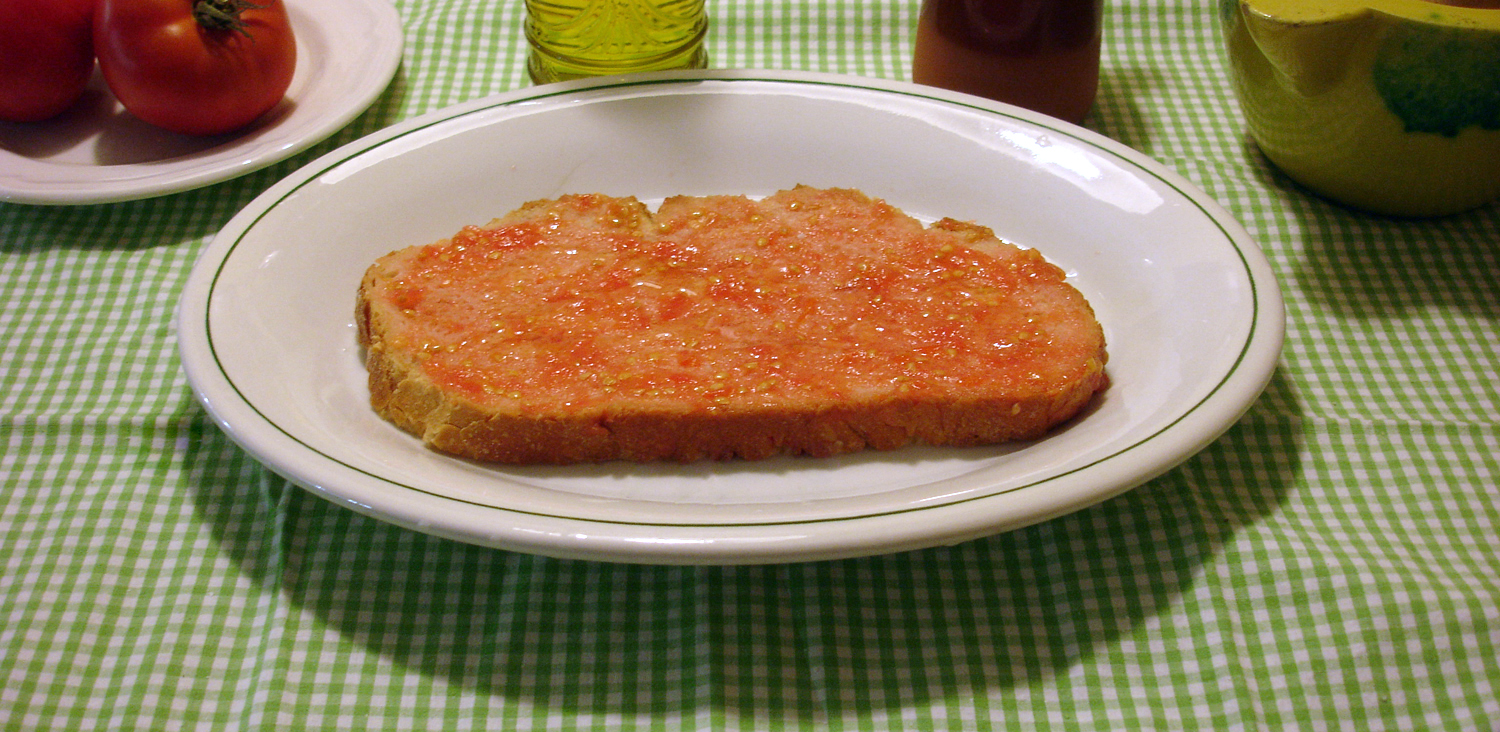
Pa amb tomàquet

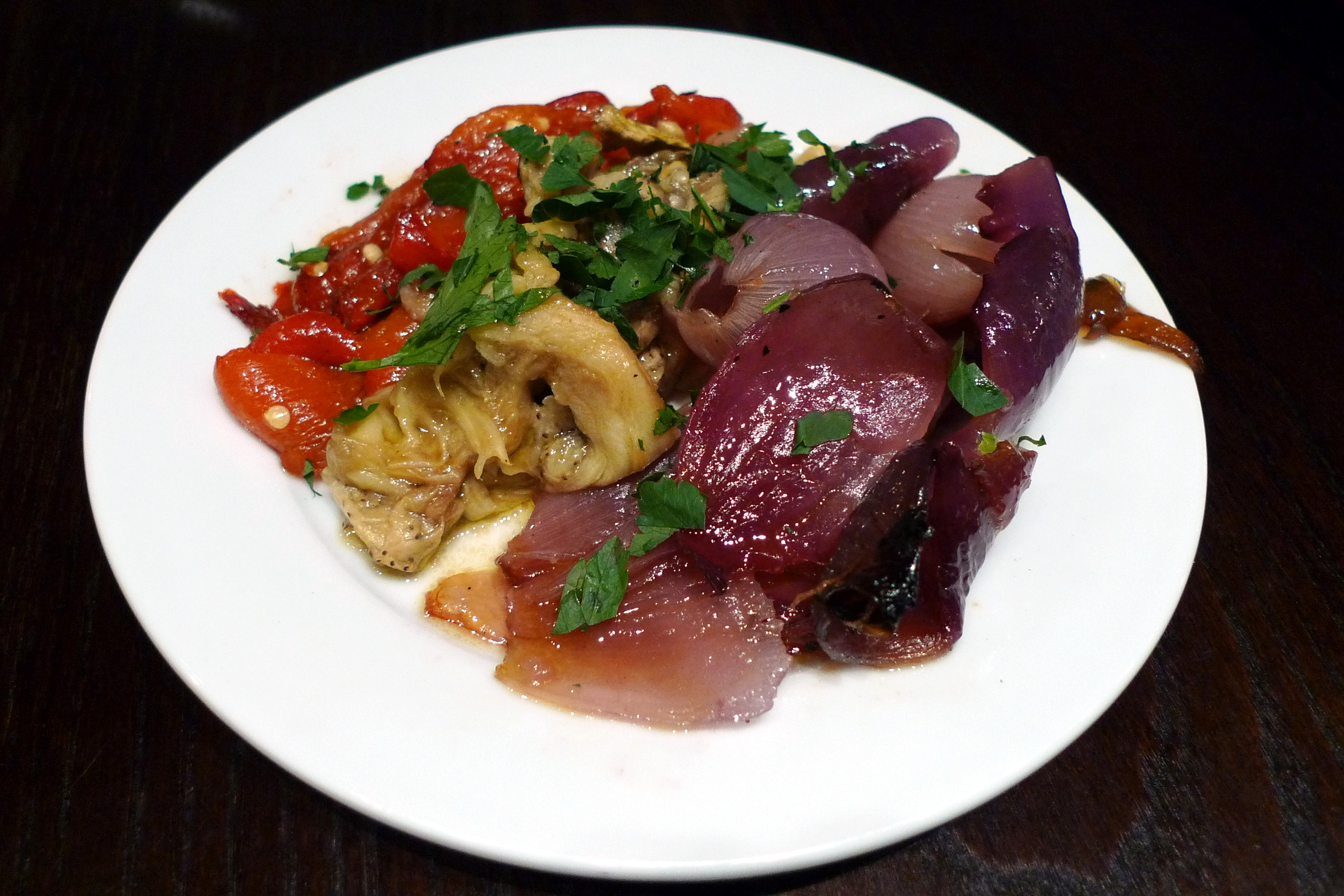
Escalivada (na dřevěném uhlí opečený lilek, paprika a cibule)

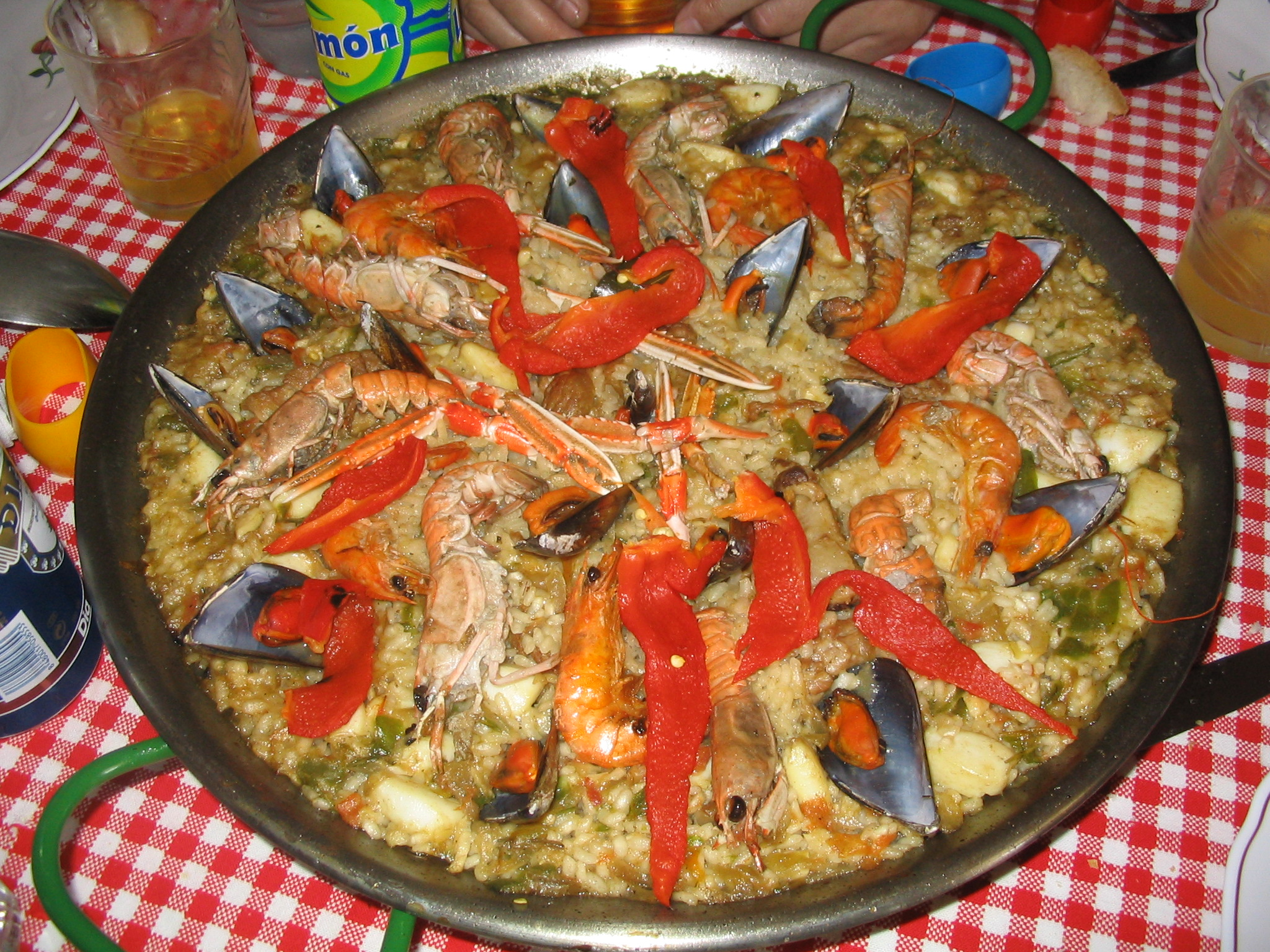
Paella feta a Catalunya

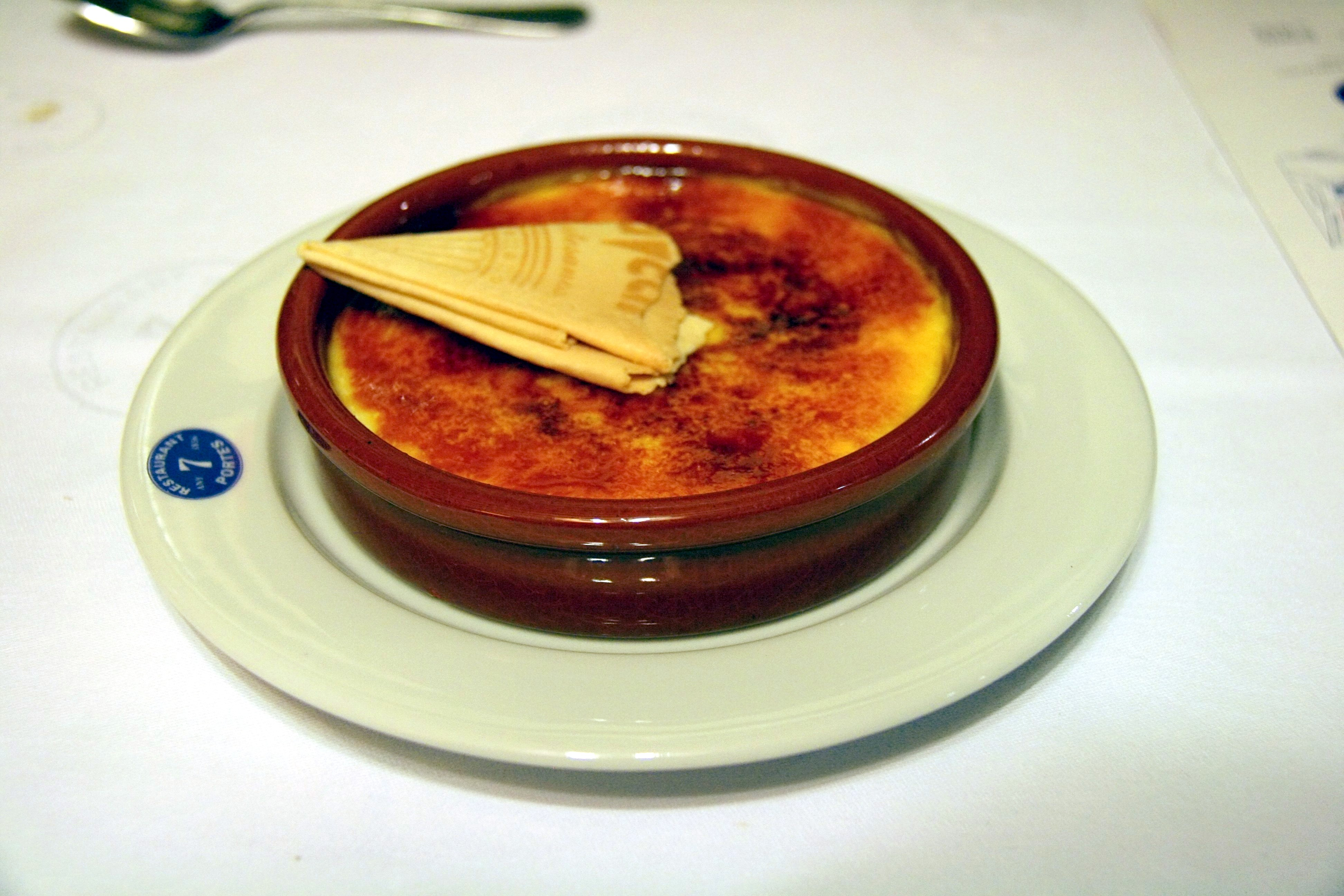
Crema Catalana

K tomuto typickému katalánskému jídlu stačí pouze 4 suroviny – chléb (v Katalánsku se jako chléb označuje bílé pečivo podobné bagetám), rajče, sůl a olivový olej. Pa amb tomaquet se připravuje tak, že se plátek chleba vydatně potře rajčetem, posolí se a pokape se olivovým olejem. Může se také přidat česnek. Pa amb tomaquet se obvykle konzumuje spolu se španělskou šunkou (jamón) nebo s typickými, chuťově výraznými katalánskými uzeninami či ke katalánské tlačence (butifarra).
Tento recept je starý a také velmi praktický. Chléb totiž velmi rychle tvrdne, ale díky rajčeti se opět stává chutným.

### Escalivada
Escalivada je dalším typickým katalánským jídlem. V minulosti se escalivada připravovala tak, že se zelenina opékala nad ohněm a odtud se také odvozuje název pokrmu (katalánské escalivar = péci nad ohněm). Připravuje se z lilku, červené papriky, rajčat, cibule a olivového oleje. Lilek se spolu s ostatní zeleninou upeče a tato zeleninová směs se konzumuje společně s masem nebo jako předkrm s chlebem a rajčetem.

### Paella
Paella pochází z Valencie a je to typický pokrm v celé východní oblasti Španělska. Připravuje se z rýže, zeleniny a koření, dále obsahuje maso, které je obvykle králičí nebo kachní a v některých oblastech se nahrazuje mořskými plody. Svoji typickou žlutou barvu má paella díky šafránu.

### Crema catalana
Jedná se o typický dezert, kterým je vanilkový puding s karamelem a svojí konzistencí připomíná francouzské Crème brûlée.
Tradičně se připravuje 19. března na svátek Sv. Josefa. Může se také ozdobit ananasem a zapéct v troubě.

### Tortilla de Patatas (Omeleta s bramborami)
Katalánská tortilla je velmi podobná tortille španělské. Základem tortilly jsou vejce a brambory. Dále se může přidat cibule, špenát nebo paprika. Možností je zde mnoho. Velké oblibě se také těší sendviče plněné tortillou.

### Patates Braves
Patatas Braves jsou osmažené brambory s omáčkou, jejíž složení je v každé rodině lehce odlišné. Základem omáčky je rajčatový protlak, do kterého se přidává ocet, chilli, olivový olej nebo majonéza a další ingredience dle rodinné tradice.

### Salsa catalana
Katalánská omáčka vyráběná z bylinek a olivového oleje.